# Maro Engel

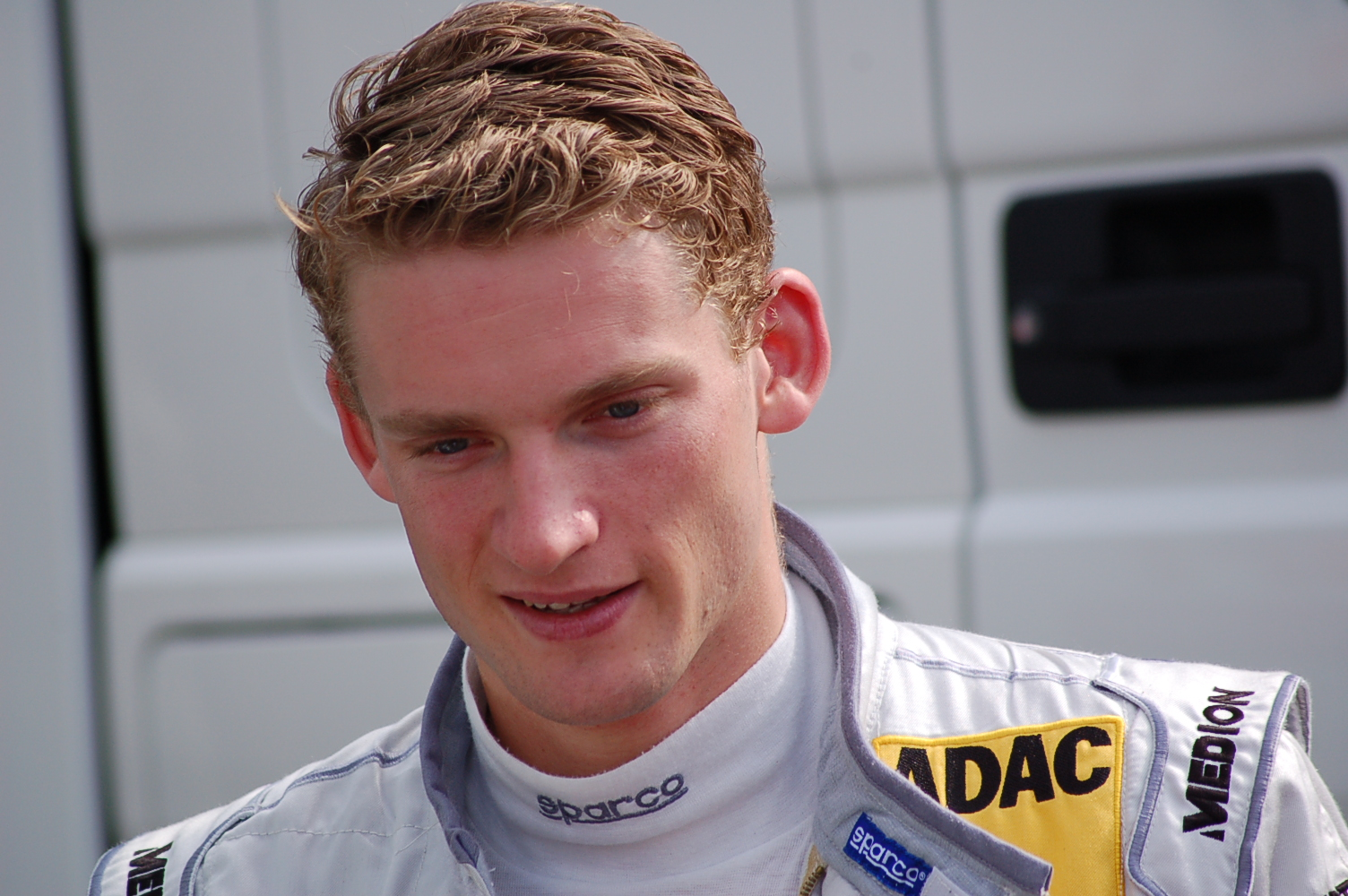
Maro Engel in 2009

Maro Engel (München, 27 augustus 1985) is een Duits autocoureur.

## Carrière
Tussen 1996 en 1999 nam Engel deel aan verschillende kampioenschappen in het karting in Duitsland en Frankrijk en werd vierde in het European Junior Karting Championship in 2000. In 2001 maakte hij zijn debuut in het formuleracing in de Formule BMW en werd met drie overwinningen derde in de Junior Cup in 2001 en met één zege achtste in het ADAC-kampioenschap in 2002.
In 2003 maakte Engel zijn Formule 3-debuut als een fabriekscoureur van Opel bij het Opel Team KMS in de Formule 3 Euroseries, maar na de helft van de races verliet hij het kampioenschap zonder punten te hebben gescoord. In 2004 reed hij één raceweekend in het Duitse Formule 3-kampioenschap voor Seyffarth Motorsport op de Motorsport Arena Oschersleben en werd met een tiende en een zesde plaats vijftiende in de eindstand met 7 punten. In 2005 stapte hij over naar de Italiaanse Formule 3000 en kwam uit voor het team Durango in vijf van de acht races, waarin hij vier keer punten scoorde en met 17 punten zevende werd in het kampioenschap.
In 2006 keerde Engel terug naar de Formule 3 in het Britse Formule 3-kampioenschap voor het team Carlin Motorsport. Op Spa-Francorchamps behaalde hij zijn eerste overwinning in het kampioenschap en met zeven andere podiumplaatsen werd hij vijfde in het kampioenschap met 174 punten. In 2007 bleef hij bij Carlin rijden in de Britse Formule 3 als nieuwbakken juniorcoureur van Mercedes-Benz. Hij won de eerste race op Oulton Park en behaalde nog twee overwinningen op het Autodromo Nazionale Monza en de seizoensafsluiter op de Rockingham Motor Speedway. Met vijf andere podiumplaatsen werd hij achter Marko Asmer tweede in het klassement met 208 punten.

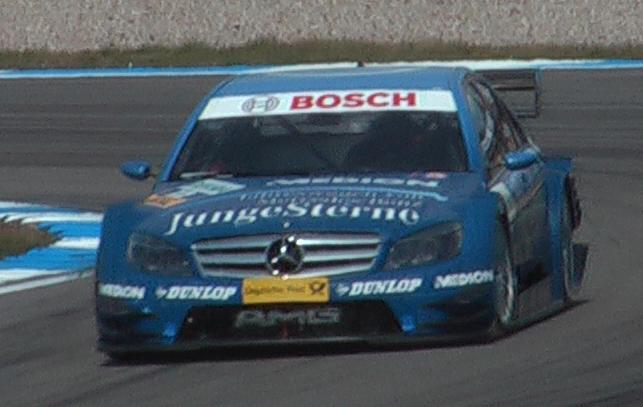
Engel op de Hockenheimring in 2008

In 2008 tekende Engel bij Mercedes om voor het team Mücke Motorsport zijn debuut te maken in de DTM in een auto van één jaar oud. In zijn eerste seizoen kon hij geen punten scoren en werd met een negende plaats op de Norisring als beste resultaat zestiende in het kampioenschap. In 2009 bleef hij aan en scoorde hij vier keer punten, met een zesde plaats in de eerste race op de Hockenheimring als beste resultaat. Dat jaar verbeterde hij zichzelf naar de twaalfde plaats in de eindstand met 8 punten. In 2010 behaalde hij twee keer punten en met een zevende plaats op de Adria International Raceway als hoogtepunt werd hij vijftiende in het klassement met 3 punten. 2011 werd zijn laatste seizoen in het kampioenschap en werd hierin met twee zevende plaatsen en één achtste positie dertiende met 5 punten.
Na zijn vertrek uit de DTM reed Engel in 2012 in verschillende sports car-kampioenschappen, waarin hij onder anderen de race op het Phillip Island Grand Prix Circuit in het Australische GT-kampioenschap won voor het team Erebus Racing. Verder reed hij twee races in de International GT Open.
In 2013 maakte Engel zijn debuut in de V8 Supercars voor Erebus in een Mercedes E63 AMG. Hij behaalde echter vooral resultaten buiten de top 20, maar behaalde wel één top 10-resultaat met een negende plaats op de Hidden Valley Raceway. Uiteindelijk werd hij 28e in de eindstand met 836 punten als laatste coureur die alle races reed. Aan het eind van het seizoen nam hij deel aan de Macau GT Cup in een Mercedes-Benz SLS AMG GT3 en behaalde pole position met een ronderecord. Hij leidde de race tot 2 ronden voor het eind en viel uit vanwege een lekke linkervoorband.
In 2014 keerde Engel terug als officiële Mercedes-fabriekscoureur in het sports car racing. Hij maakte zijn debuut in de 12 uur van Bathurst naast Nico Bastian en Bernd Schneider voor Erebus Motorsport. Het team behaalde hier pole position en leidde de race voor 9 uur, voordat problemen ervoor zorgden dat zij de pits op moesten zoeken en zeven ronden achter kwamen te liggen, waardoor zij als zevende eindigden. Later dat jaar eindigde hij naast Bastian, Christian Hohenadel en Michael Zehe als derde in de 24 uur van de Nürburgring, won hij de negende ronde van het VLN-kampioenschap en kwam hij uit in de ADAC GT Masters, allen voor het Duitse team ROWE Racing. Aan het eind van het jaar won hij de Macau GT Cup.
In 2015 reed Engel in de Blancpain Endurance Series in de Pro AM-klasse voor het team Black Falcon en werd naast zijn teamgenoten Sean Johnston en Oliver Morley dertiende in de eindstand met 30 punten en een tweede plaats op het Circuit Paul Ricard als beste resultaat. In het kampioenschap reden zij ook in de 24 uur van Spa-Francorchamps, maar vielen hierin uit. Hiernaast keerde hij terug bij ROWE Racing in het VLN-kampioenschap en won één race. Ook nam hij opnieuw deel aan de 24 uur van de Nürburgring, maar zijn auto moest uitvallen na meerdere lekke banden. Aan het eind van het jaar reed hij opnieuw in de Macau GT Cup, wat inmiddels door de FIA werd gezien als het officiële wereldkampioenschap voor GT3-auto's. Engel won de kwalificatierace en mocht hierdoor de hoofdrace op pole position starten. Ook won hij de hoofdrace en werd zo de eerste FIA GT World Cup-kampioen.
In 2016 reed Engel de 24 uur van Daytona en de 12 uur van Sebring voor Starworks Motorsport in de LMPC-klasse. Ook kwam hij uit in de 6 uur van Watkins Glen en in Petit Le Mans voor het team. Daarnaast werd hij voor Black Falcon derde in de eerste VLN-race met Bernd Schneider, Adam Christodoulou en Manuel Metzger als teamgenoten. Voor het seizoen 2016-2017 werd hij verrassend bevestigd als coureur bij het team Venturi Grand Prix in de Formule E, aangezien hij in 2007 voor het laatst in een formuleauto reed. Hij wordt hier de teamgenoot van de ervaren Stéphane Sarrazin.